# Tian Zhen
Tian Zhen é um banda chinesa de origem em Pequim.